# Chó Mạc Tư Khoa
Chó Mạc Tư Khoa hay Chó Moskva (tiếng Anh: Moscow Watchdog, tiếng Nga: московская сторожевая) là một giống chó that được lai tạo ở Liên Xô. Nó được lai tạo từ St. Bernard, Chó chăn cừu Kavkaz, và Russian Spotted Hound. Giống chó này có kích thước rất lớn nặng khoảng 45–68 kg. Chúng được biết đến là một giống mạnh mẽ với tính khí nhẹ nhàng, do đó nếu nó được nuôi dưỡng đúng cách với sự rèn luyện kỷ luật, nó có thể phù hợp với bất kỳ môi trường nào và là vật nuôi gia đình bảo vệ hoàn hảo Không giống như chó St. Bernard, giống chó này cần nhiều bài tập mạnh mẽ. Ngày nay, Chó Mạc Tư Khoa rất khó tìm thấy bên ngoài nước Nga và các quốc gia thuộc Liên Xô cũ, tuy nhiên nó đang co xu hướng phổ biến ở các nước châu Âu và Hoa Kỳ. Con chó đầu tiên được sinh ra ở Mỹ vào ngày 6 tháng 6 năm 2015. Hiện tại có 27 chó Mạc Tư Khoa sống ở Hoa Kỳ.

## Lịch sử
Trong giai đoạn sau Chiến tranh thế giới thứ hai, nước Nga cần hàng ngàn con chó bảo vệ do tội phạm ngày càng gia tăng. Một giống chó có thể thích nghi với nhiệt độ rất thấp −30 - −40 °C (−22 - −40 °F), môi trường tuyết trong mùa đông và có thể bảo vệ gần như mọi thứ thuộc sở hữu của chính phủ, chẳng hạn như kho, đường sắt, trại lao động và cơ sở hạ tầng. Đó là lý do tại sao họ bắt đầu một dự án to lớn do Gen Medvedev lãnh đạo. Nó bắt đầu vào năm 1946 và kéo dài một năm tại Trường Trung học Quân sự Kynology, một bộ phận của Bộ Quốc phòng Liên Xô. au nhiều năm thí nghiệm lai giống chó thuần chủng, Chó Mạc Tư Khoa là một trong những giống thành công nhất từ Chó chăn cừu Kavkaz và St. Bernard..
Vào năm 1986, một số chó Mạc Tư Khoa đã được đưa đến Hungary cho các nhà lai tạo để giúp phổ biến giống chó này. Sự tăng trưởng trong tương lai được đảm bảo bởi các nhà lai tạo tận tụy và cũng là chủ sở hữu giống, Câu lạc bộ Karakán. Ngoài ra, hàng chục nhà lai tạo từ các bang Xô Viết cũ cũng đã làm việc với giống chó này để đảm bảo sự tồn tại của họ cho tương lai. Vào thời điểm đó, khoảng 500 chó Mạc Tư Khoa có thể được tìm thấy ở Hungary.
Tiêu chuẩn giống này được xuất bản lần đầu tiên vào năm 1985 khi nó được coi là giống chính thức ở Liên Xô. Năm 1992, nó đã được chấp thuận bởi Liên đoàn các nhà nhân giống chó của Nga và vào năm 1997 Cục Chăn nuôi và Triết học của Bộ Nông nghiệp Nga. Tiêu chuẩn này cũng đã được phê chuẩn bởi Câu lạc bộ Kennel của Nga vào năm 1997.
Câu lạc bộ Kennel của Nga đang làm việc với Liên đoàn Kennel quốc tế (FCI) để được công nhận chính thức. Hiện tại, Chó Mạc Tư Khoa được FCI coi là một phần của nhóm thứ hai Molosser. Ở nước Nga, chúng được thể hiện rộng rãi và giống được công nhận.